# Lista över fornlämningar i Enköpings kommun (Tillinge)
Lista över fornlämningar i Enköpings kommun (Tillinge) är en förteckning av ett urval av de fornlämningar som finns i Tillinge i Enköpings kommun.
| Namn                          | Lämningstyp                 | Tillkomsttid | Historisk indelning | Plats | Läge                 | ID-nr          | Bild                                      |
| ----------------------------- | --------------------------- | ------------ | ------------------- | ----- | -------------------- | -------------- | ----------------------------------------- |
| Tillinge 2:1                  | Gravfält                    |              | Tillinge, Uppland   |       | 59.622400, 16.888359 | 10027700020001 | Ladda upp en bild av detta fornminne      |
| Tillinge 5:1                  | Hällristning                |              | Tillinge, Uppland   |       | 59.627703, 17.016670 | 10027700050001 | Ladda upp en bild av detta fornminne      |
| Tillinge 7:1                  | Runristning                 |              | Tillinge, Uppland   |       | 59.642681, 17.017012 | 10027700070001 | Ladda upp en till bild av detta fornminne |
| Tillinge 8:1                  | Runristning                 |              | Tillinge, Uppland   |       | 59.642712, 17.014771 | 10027700080001 | Ladda upp en till bild av detta fornminne |
| Tillinge 8:2                  | Grav markerad av sten/block |              | Tillinge, Uppland   |       | 59.642500, 17.014782 | 10027700080002 | Ladda upp en bild av detta fornminne      |
| Tillinge 9:1                  | Gravfält                    |              | Tillinge, Uppland   |       | 59.620555, 16.893970 | 10027700090001 | Ladda upp en bild av detta fornminne      |
| Tillinge 10:1                 | Stensättning                |              | Tillinge, Uppland   |       | 59.609528, 16.909005 | 10027700100001 | Ladda upp en bild av detta fornminne      |
| Tillinge 11:1                 | Gravfält                    |              | Tillinge, Uppland   |       | 59.620069, 16.904567 | 10027700110001 | Ladda upp en bild av detta fornminne      |
| Tillinge 12:1                 | Gravfält                    |              | Tillinge, Uppland   |       | 59.613154, 16.901712 | 10027700120001 | Ladda upp en bild av detta fornminne      |
| Tillinge 13:1                 | Stensättning                |              | Tillinge, Uppland   |       | 59.643345, 17.015921 | 10027700130001 | Ladda upp en bild av detta fornminne      |
| Tillinge 14:1                 | Stensättning                |              | Tillinge, Uppland   |       | 59.633097, 17.004887 | 10027700140001 | Ladda upp en bild av detta fornminne      |
| Tillinge 14:2                 | Stensättning                |              | Tillinge, Uppland   |       | 59.633004, 17.004958 | 10027700140002 | Ladda upp en bild av detta fornminne      |
| Tillinge 14:3                 | Stensättning                |              | Tillinge, Uppland   |       | 59.633141, 17.004740 | 10027700140003 | Ladda upp en bild av detta fornminne      |
| Tillinge 16:1                 | Stensättning                |              | Tillinge, Uppland   |       | 59.644412, 17.014152 | 10027700160001 | Ladda upp en bild av detta fornminne      |
| Tillinge 17:1                 | Gravfält                    |              | Tillinge, Uppland   |       | 59.641884, 17.007378 | 10027700170001 | Ladda upp en bild av detta fornminne      |
| Tillinge 19:1                 | Runristning                 |              | Tillinge, Uppland   |       | 59.654899, 16.941577 | 10027700190001 | Ladda upp en bild av detta fornminne      |
| Tillinge 19:2                 | Hällristning                |              | Tillinge, Uppland   |       | 59.654905, 16.941575 | 10027700190002 | Ladda upp en bild av detta fornminne      |
| Tillinge 21:1                 | Gravfält                    |              | Tillinge, Uppland   |       | 59.662160, 16.956848 | 10027700210001 | Ladda upp en bild av detta fornminne      |
| Tillinge 22:1                 | Gravfält                    |              | Tillinge, Uppland   |       | 59.667939, 16.952978 | 10027700220001 | Ladda upp en bild av detta fornminne      |
| Tillinge 23:1                 | Gravfält                    |              | Tillinge, Uppland   |       | 59.667036, 16.954261 | 10027700230001 | Ladda upp en bild av detta fornminne      |
| Tillinge 24:1                 | Gravfält                    |              | Tillinge, Uppland   |       | 59.665693, 16.928593 | 10027700240001 | Ladda upp en bild av detta fornminne      |
| Tillinge 25:1                 | Gravfält                    |              | Tillinge, Uppland   |       | 59.655394, 16.943000 | 10027700250001 | Ladda upp en bild av detta fornminne      |
| Tillinge 26:1                 | Stensättning                |              | Tillinge, Uppland   |       | 59.660046, 16.939288 | 10027700260001 | Ladda upp en bild av detta fornminne      |
| Tillinge 27:1                 | Stensättning                |              | Tillinge, Uppland   |       | 59.659657, 16.938406 | 10027700270001 | Ladda upp en bild av detta fornminne      |
| Tillinge 28:1                 | Stensättning                |              | Tillinge, Uppland   |       | 59.660026, 16.937448 | 10027700280001 | Ladda upp en bild av detta fornminne      |
| Tillinge 29:1                 | Stensättning                |              | Tillinge, Uppland   |       | 59.662761, 16.923707 | 10027700290001 | Ladda upp en bild av detta fornminne      |
| Tillinge 31:1                 | Hällristning                |              | Tillinge, Uppland   |       | 59.657874, 16.939698 | 10027700310001 | Ladda upp en bild av detta fornminne      |
| Tillinge 31:2                 | Hällristning                |              | Tillinge, Uppland   |       | 59.657872, 16.939689 | 10027700310002 | Ladda upp en bild av detta fornminne      |
| Tillinge 31:3                 | Hällristning                |              | Tillinge, Uppland   |       | 59.657876, 16.939689 | 10027700310003 | Ladda upp en bild av detta fornminne      |
| Tillinge 31:4                 | Hällristning                |              | Tillinge, Uppland   |       | 59.657879, 16.939689 | 10027700310004 | Ladda upp en bild av detta fornminne      |
| Tillinge 31:5                 | Hällristning                |              | Tillinge, Uppland   |       | 59.657876, 16.939689 | 10027700310005 | Ladda upp en bild av detta fornminne      |
| Tillinge 31:6                 | Hällristning                |              | Tillinge, Uppland   |       | 59.657876, 16.939689 | 10027700310006 | Ladda upp en bild av detta fornminne      |
| Tillinge 32:1                 | Stensättning                |              | Tillinge, Uppland   |       | 59.655659, 16.937229 | 10027700320001 | Ladda upp en bild av detta fornminne      |
| Blotsvens hög (Tillinge 33:1) | Hög                         |              | Tillinge, Uppland   |       | 59.628821, 16.876109 | 10027700330001 | Ladda upp en bild av detta fornminne      |
| Blotsvens hög (Tillinge 33:2) | Hög                         |              | Tillinge, Uppland   |       | 59.629236, 16.874984 | 10027700330002 | Ladda upp en bild av detta fornminne      |
| Blotsvens hög (Tillinge 33:3) | Hög                         |              | Tillinge, Uppland   |       | 59.628281, 16.876540 | 10027700330003 | Ladda upp en bild av detta fornminne      |
| Tillinge 34:1                 | Hällristning                |              | Tillinge, Uppland   |       | 59.630062, 16.877331 | 10027700340001 | Ladda upp en bild av detta fornminne      |
| Tillinge 35:1                 | Stensättning                |              | Tillinge, Uppland   |       | 59.636117, 16.872755 | 10027700350001 | Ladda upp en bild av detta fornminne      |
| Tillinge 37:1                 | Stensättning                |              | Tillinge, Uppland   |       | 59.605717, 16.971864 | 10027700370001 | Ladda upp en bild av detta fornminne      |
| Tillinge 37:2                 | Stensättning                |              | Tillinge, Uppland   |       | 59.605574, 16.971939 | 10027700370002 | Ladda upp en bild av detta fornminne      |
| Tillinge 38:1                 | Hällristning                |              | Tillinge, Uppland   |       | 59.609300, 16.981490 | 10027700380001 | Ladda upp en bild av detta fornminne      |
| Tillinge 39:1                 | Gravfält                    |              | Tillinge, Uppland   |       | 59.652361, 17.015690 | 10027700390001 | Ladda upp en bild av detta fornminne      |
| Tillinge 40:1                 | Stensättning                |              | Tillinge, Uppland   |       | 59.646399, 17.002446 | 10027700400001 | Ladda upp en bild av detta fornminne      |
| Tillinge 41:1                 | Stensättning                |              | Tillinge, Uppland   |       | 59.649005, 17.007245 | 10027700410001 | Ladda upp en bild av detta fornminne      |
| Tillinge 42:1                 | Gravfält                    |              | Tillinge, Uppland   |       | 59.649271, 17.006141 | 10027700420001 | Ladda upp en bild av detta fornminne      |
| Tillinge 44:1                 | Stensättning                |              | Tillinge, Uppland   |       | 59.649508, 17.003512 | 10027700440001 | Ladda upp en bild av detta fornminne      |
| Tillinge 45:1                 | Stensättning                |              | Tillinge, Uppland   |       | 59.650043, 17.009694 | 10027700450001 | Ladda upp en bild av detta fornminne      |
| Tillinge 49:1                 | Stensättning                |              | Tillinge, Uppland   |       | 59.653266, 17.014616 | 10027700490001 | Ladda upp en bild av detta fornminne      |
| Tillinge 49:2                 | Stensättning                |              | Tillinge, Uppland   |       | 59.653058, 17.014768 | 10027700490002 | Ladda upp en bild av detta fornminne      |
| Tillinge 49:3                 | Stensättning                |              | Tillinge, Uppland   |       | 59.652995, 17.014383 | 10027700490003 | Ladda upp en bild av detta fornminne      |
| Tillinge 49:4                 | Hällristning                |              | Tillinge, Uppland   |       | 59.653000, 17.014578 | 10027700490004 | Ladda upp en bild av detta fornminne      |
| Tillinge 50:3                 | Hällristning                |              | Tillinge, Uppland   |       | 59.653632, 17.011043 | 10027700500003 | Ladda upp en bild av detta fornminne      |
| Tillinge 52:1                 | Hög                         |              | Tillinge, Uppland   |       | 59.656427, 17.002950 | 10027700520001 | Ladda upp en bild av detta fornminne      |
| Tillinge 53:1                 | Stensättning                |              | Tillinge, Uppland   |       | 59.655706, 17.008235 | 10027700530001 | Ladda upp en bild av detta fornminne      |
| Tillinge 53:2                 | Stensättning                |              | Tillinge, Uppland   |       | 59.655892, 17.007912 | 10027700530002 | Ladda upp en bild av detta fornminne      |
| Tillinge 55:1                 | Stensättning                |              | Tillinge, Uppland   |       | 59.649163, 17.002011 | 10027700550001 | Ladda upp en bild av detta fornminne      |
| Tillinge 57:1                 | Hög                         |              | Tillinge, Uppland   |       | 59.625491, 16.982777 | 10027700570001 | Ladda upp en bild av detta fornminne      |
| Tillinge 57:2                 | Hög                         |              | Tillinge, Uppland   |       | 59.625519, 16.982522 | 10027700570002 | Ladda upp en bild av detta fornminne      |
| Tillinge 57:3                 | Grav markerad av sten/block |              | Tillinge, Uppland   |       | 59.625527, 16.982321 | 10027700570003 | Ladda upp en bild av detta fornminne      |
| Tillinge 58:1                 | Stensättning                |              | Tillinge, Uppland   |       | 59.626903, 16.978810 | 10027700580001 | Ladda upp en bild av detta fornminne      |
| Tillinge 59:1                 | Gravfält                    |              | Tillinge, Uppland   |       | 59.619903, 16.989242 | 10027700590001 | Ladda upp en bild av detta fornminne      |
| Tillinge 60:1                 | Gravfält                    |              | Tillinge, Uppland   |       | 59.620829, 16.992666 | 10027700600001 | Ladda upp en bild av detta fornminne      |
| Tillinge 61:1                 | Stensättning                |              | Tillinge, Uppland   |       | 59.623297, 16.992454 | 10027700610001 | Ladda upp en bild av detta fornminne      |
| Tillinge 61:2                 | Stensättning                |              | Tillinge, Uppland   |       | 59.623217, 16.992667 | 10027700610002 | Ladda upp en bild av detta fornminne      |
| Tillinge 62:1                 | Gravfält                    |              | Tillinge, Uppland   |       | 59.612320, 16.957245 | 10027700620001 | Ladda upp en bild av detta fornminne      |
| Tillinge 64:1                 | Gravfält                    |              | Tillinge, Uppland   |       | 59.623133, 16.968175 | 10027700640001 | Ladda upp en bild av detta fornminne      |
| Tillinge 67:1                 | Gravfält                    |              | Tillinge, Uppland   |       | 59.620200, 16.968624 | 10027700670001 | Ladda upp en bild av detta fornminne      |
| Tillinge 68:1                 | Stensättning                |              | Tillinge, Uppland   |       | 59.622386, 16.971198 | 10027700680001 | Ladda upp en bild av detta fornminne      |
| Tillinge 69:1                 | Hällristning                |              | Tillinge, Uppland   |       | 59.613293, 16.975371 | 10027700690001 | Ladda upp en bild av detta fornminne      |
| Tillinge 71:1                 | Fornborg                    |              | Tillinge, Uppland   |       | 59.614113, 16.886834 | 10027700710001 | Ladda upp en bild av detta fornminne      |
| Tillinge 71:2                 | Stensättning                |              | Tillinge, Uppland   |       | 59.613740, 16.886743 | 10027700710002 | Ladda upp en bild av detta fornminne      |
| Tillinge 71:3                 | Stensättning                |              | Tillinge, Uppland   |       | 59.613680, 16.886902 | 10027700710003 | Ladda upp en bild av detta fornminne      |
| Tillinge 72:1                 | Stensättning                |              | Tillinge, Uppland   |       | 59.646751, 16.875308 | 10027700720001 | Ladda upp en bild av detta fornminne      |
| Tillinge 72:2                 | Stensättning                |              | Tillinge, Uppland   |       | 59.646828, 16.875118 | 10027700720002 | Ladda upp en bild av detta fornminne      |
| Tillinge 73:1                 | Stensättning                |              | Tillinge, Uppland   |       | 59.646630, 16.873267 | 10027700730001 | Ladda upp en bild av detta fornminne      |
| Tillinge 74:1                 | Gravfält                    |              | Tillinge, Uppland   |       | 59.621205, 16.981037 | 10027700740001 | Ladda upp en bild av detta fornminne      |
| Tillinge 75:1                 | Gravfält                    |              | Tillinge, Uppland   |       | 59.620955, 16.983286 | 10027700750001 | Ladda upp en bild av detta fornminne      |
| Tillinge 76:1                 | Hög                         |              | Tillinge, Uppland   |       | 59.617969, 16.973646 | 10027700760001 | Ladda upp en bild av detta fornminne      |
| Tillinge 77:1                 | Stensättning                |              | Tillinge, Uppland   |       | 59.676804, 16.966374 | 10027700770001 | Ladda upp en bild av detta fornminne      |
| Tillinge 79:1                 | Stensättning                |              | Tillinge, Uppland   |       | 59.618596, 16.906163 | 10027700790001 | Ladda upp en bild av detta fornminne      |
| Tillinge 79:2                 | Stensättning                |              | Tillinge, Uppland   |       | 59.618499, 16.906123 | 10027700790002 | Ladda upp en bild av detta fornminne      |
| Tillinge 80:1                 | Gravfält                    |              | Tillinge, Uppland   |       | 59.618036, 16.905891 | 10027700800001 | Ladda upp en bild av detta fornminne      |
| Tillinge 81:1                 | Gravfält                    |              | Tillinge, Uppland   |       | 59.617131, 16.905967 | 10027700810001 | Ladda upp en bild av detta fornminne      |
| Tillinge 83:1                 | Gravfält                    |              | Tillinge, Uppland   |       | 59.643443, 17.019499 | 10027700830001 | Ladda upp en bild av detta fornminne      |
| Tillinge 85:1                 | Gravfält                    |              | Tillinge, Uppland   |       | 59.651633, 17.015718 | 10027700850001 | Ladda upp en bild av detta fornminne      |
| Tillinge 89:1                 | Röse                        |              | Tillinge, Uppland   |       | 59.679631, 16.939905 | 10027700890001 | Ladda upp en bild av detta fornminne      |
| Tillinge 91:1                 | Stensättning                |              | Tillinge, Uppland   |       | 59.613003, 16.900609 | 10027700910001 | Ladda upp en bild av detta fornminne      |
| Tillinge 93:1                 | Hällristning                |              | Tillinge, Uppland   |       | 59.629800, 16.960224 | 10027700930001 | Ladda upp en bild av detta fornminne      |
| Tillinge 94:1                 | Hällristning                |              | Tillinge, Uppland   |       | 59.649744, 16.963707 | 10027700940001 | Ladda upp en bild av detta fornminne      |
| Tillinge 95:1                 | Hällristning                |              | Tillinge, Uppland   |       | 59.658596, 16.938593 | 10027700950001 | Ladda upp en bild av detta fornminne      |
| Tillinge 95:2                 | Hällristning                |              | Tillinge, Uppland   |       | 59.658557, 16.938676 | 10027700950002 | Ladda upp en bild av detta fornminne      |
| Tillinge 95:3                 | Hällristning                |              | Tillinge, Uppland   |       | 59.658469, 16.938839 | 10027700950003 | Ladda upp en bild av detta fornminne      |
| Tillinge 95:4                 | Hällristning                |              | Tillinge, Uppland   |       | 59.658466, 16.938912 | 10027700950004 | Ladda upp en bild av detta fornminne      |
| Tillinge 96:1                 | Hällristning                |              | Tillinge, Uppland   |       | 59.658701, 16.937774 | 10027700960001 | Ladda upp en bild av detta fornminne      |
| Tillinge 96:2                 | Hällristning                |              | Tillinge, Uppland   |       | 59.658649, 16.937653 | 10027700960002 | Ladda upp en bild av detta fornminne      |
| Tillinge 96:3                 | Hällristning                |              | Tillinge, Uppland   |       | 59.658816, 16.937825 | 10027700960003 | Ladda upp en bild av detta fornminne      |
| Tillinge 97:1                 | Hällristning                |              | Tillinge, Uppland   |       | 59.662999, 16.936201 | 10027700970001 | Ladda upp en bild av detta fornminne      |
| Tillinge 98:1                 | Hällristning                |              | Tillinge, Uppland   |       | 59.669046, 16.934728 | 10027700980001 | Ladda upp en bild av detta fornminne      |
| Tillinge 99:1                 | Hällristning                |              | Tillinge, Uppland   |       | 59.670152, 16.932984 | 10027700990001 | Ladda upp en bild av detta fornminne      |
| Tillinge 100:1                | Hällristning                |              | Tillinge, Uppland   |       | 59.670201, 16.936381 | 10027701000001 | Ladda upp en bild av detta fornminne      |
| Tillinge 102:1                | Gravfält                    |              | Tillinge, Uppland   |       | 59.619090, 16.937383 | 10027701020001 | Ladda upp en bild av detta fornminne      |
| Tillinge 105:1                | Gravfält                    |              | Tillinge, Uppland   |       | 59.623515, 16.941557 | 10027701050001 | Ladda upp en bild av detta fornminne      |
| Tillinge 106:1                | Hällristning                |              | Tillinge, Uppland   |       | 59.622063, 16.942431 | 10027701060001 | Ladda upp en bild av detta fornminne      |
| Tillinge 107:1                | Gravfält                    |              | Tillinge, Uppland   |       | 59.617895, 16.954143 | 10027701070001 | Ladda upp en bild av detta fornminne      |
| Tillinge 109:1                | Stensättning                |              | Tillinge, Uppland   |       | 59.616856, 16.948130 | 10027701090001 | Ladda upp en bild av detta fornminne      |
| Tillinge 110:1                | Stensättning                |              | Tillinge, Uppland   |       | 59.615526, 16.948306 | 10027701100001 | Ladda upp en bild av detta fornminne      |
| Tillinge 110:2                | Stensättning                |              | Tillinge, Uppland   |       | 59.615467, 16.948620 | 10027701100002 | Ladda upp en bild av detta fornminne      |
| Tillinge 111:1                | Gravfält                    |              | Tillinge, Uppland   |       | 59.606880, 16.943290 | 10027701110001 | Ladda upp en bild av detta fornminne      |
| Tillinge 113:1                | Stensättning                |              | Tillinge, Uppland   |       | 59.660045, 16.970008 | 10027701130001 | Ladda upp en bild av detta fornminne      |
| Tillinge 114:1                | Hällristning                |              | Tillinge, Uppland   |       | 59.653820, 16.968694 | 10027701140001 | Ladda upp en bild av detta fornminne      |
| Tillinge 116:1                | Runristning                 |              | Tillinge, Uppland   |       | 59.659292, 16.958756 | 10027701160001 | Ladda upp en bild av detta fornminne      |
| Tillinge 117:1                | Hällristning                |              | Tillinge, Uppland   |       | 59.659708, 16.958663 | 10027701170001 | Ladda upp en bild av detta fornminne      |
| Tillinge 119:1                | Stensättning                |              | Tillinge, Uppland   |       | 59.623320, 16.939771 | 10027701190001 | Ladda upp en bild av detta fornminne      |
| Tillinge 120:1                | Gravfält                    |              | Tillinge, Uppland   |       | 59.624475, 16.939704 | 10027701200001 | Ladda upp en bild av detta fornminne      |
| Tillinge 123:1                | Gravfält                    |              | Tillinge, Uppland   |       | 59.649498, 16.955576 | 10027701230001 | Ladda upp en bild av detta fornminne      |
| Borgen (Tillinge 124:1)       | Fornborg                    |              | Tillinge, Uppland   |       | 59.629650, 16.940430 | 10027701240001 | Ladda upp en till bild av detta fornminne |
| Tillinge 125:1                | Röse                        |              | Tillinge, Uppland   |       | 59.630887, 16.964210 | 10027701250001 | Ladda upp en bild av detta fornminne      |
| Tillinge 127:1                | Stensättning                |              | Tillinge, Uppland   |       | 59.634973, 16.971113 | 10027701270001 | Ladda upp en bild av detta fornminne      |
| Tillinge 127:2                | Stensättning                |              | Tillinge, Uppland   |       | 59.635201, 16.971140 | 10027701270002 | Ladda upp en bild av detta fornminne      |
| Tillinge 128:1                | Hög                         |              | Tillinge, Uppland   |       | 59.632166, 16.971995 | 10027701280001 | Ladda upp en bild av detta fornminne      |
| Tillinge 128:2                | Stensättning                |              | Tillinge, Uppland   |       | 59.632324, 16.971995 | 10027701280002 | Ladda upp en bild av detta fornminne      |
| Tillinge 129:1                | Gravfält                    |              | Tillinge, Uppland   |       | 59.637244, 16.971695 | 10027701290001 | Ladda upp en bild av detta fornminne      |
| Tillinge 130:1                | Stensättning                |              | Tillinge, Uppland   |       | 59.639664, 16.972267 | 10027701300001 | Ladda upp en bild av detta fornminne      |
| Tillinge 130:2                | Stensättning                |              | Tillinge, Uppland   |       | 59.639853, 16.972024 | 10027701300002 | Ladda upp en bild av detta fornminne      |
| Tillinge 131:1                | Stensättning                |              | Tillinge, Uppland   |       | 59.640101, 16.971027 | 10027701310001 | Ladda upp en bild av detta fornminne      |
| Tillinge 132:1                | Hög                         |              | Tillinge, Uppland   |       | 59.641076, 16.970891 | 10027701320001 | Ladda upp en bild av detta fornminne      |
| Tillinge 133:1                | Hällristning                |              | Tillinge, Uppland   |       | 59.633662, 16.975241 | 10027701330001 | Ladda upp en bild av detta fornminne      |
| Tillinge 134:1                | Runristning                 |              | Tillinge, Uppland   |       | 59.636761, 16.967622 | 10027701340001 | Ladda upp en till bild av detta fornminne |
| Tillinge 135:1                | Stensättning                |              | Tillinge, Uppland   |       | 59.636728, 16.967110 | 10027701350001 | Ladda upp en bild av detta fornminne      |
| Tillinge 137:1                | Gravfält                    |              | Tillinge, Uppland   |       | 59.646554, 16.960147 | 10027701370001 | Ladda upp en bild av detta fornminne      |
| Tillinge 137:3                | Runristning                 |              | Tillinge, Uppland   |       | 59.646435, 16.959830 | 10027701370003 | Ladda upp en bild av detta fornminne      |
| Tillinge 138:1                | Hällristning                |              | Tillinge, Uppland   |       | 59.638417, 16.987830 | 10027701380001 | Ladda upp en bild av detta fornminne      |
| Tillinge 139:1                | Gravfält                    |              | Tillinge, Uppland   |       | 59.646133, 16.981957 | 10027701390001 | Ladda upp en bild av detta fornminne      |
| Tillinge 140:1                | Runristning                 |              | Tillinge, Uppland   |       | 59.633333, 16.988932 | 10027701400001 | Ladda upp en till bild av detta fornminne |
| Tillinge 140:2                | Gravklot                    |              | Tillinge, Uppland   |       | 59.633333, 16.988932 | 10027701400002 | Ladda upp en bild av detta fornminne      |
| Tillinge 141:1                | Runristning                 |              | Tillinge, Uppland   |       | 59.635418, 16.998284 | 10027701410001 | Ladda upp en till bild av detta fornminne |
| Tillinge 141:2                | Runristning                 |              | Tillinge, Uppland   |       | 59.635453, 16.998012 | 10027701410002 | Ladda upp en till bild av detta fornminne |
| Tillinge 142:1                | Gravfält                    |              | Tillinge, Uppland   |       | 59.634728, 17.000243 | 10027701420001 | Ladda upp en bild av detta fornminne      |
| Tillinge 143:1                | Stensättning                |              | Tillinge, Uppland   |       | 59.647429, 17.001485 | 10027701430001 | Ladda upp en bild av detta fornminne      |
| Tillinge 143:2                | Hällristning                |              | Tillinge, Uppland   |       | 59.647434, 17.001170 | 10027701430002 | Ladda upp en bild av detta fornminne      |
| Tillinge 144:1                | Stensättning                |              | Tillinge, Uppland   |       | 59.648548, 16.995717 | 10027701440001 | Ladda upp en bild av detta fornminne      |
| Tillinge 147:1                | Stensättning                |              | Tillinge, Uppland   |       | 59.647171, 16.985990 | 10027701470001 | Ladda upp en bild av detta fornminne      |
| Tillinge 148:2                | Stensättning                |              | Tillinge, Uppland   |       | 59.646335, 16.987261 | 10027701480002 | Ladda upp en bild av detta fornminne      |
| Tillinge 148:3                | Grav markerad av sten/block |              | Tillinge, Uppland   |       | 59.646216, 16.986860 | 10027701480003 | Ladda upp en bild av detta fornminne      |
| Tillinge 149:2                | Stensättning                |              | Tillinge, Uppland   |       | 59.651031, 16.997042 | 10027701490002 | Ladda upp en bild av detta fornminne      |
| Tillinge 149:3                | Röse                        |              | Tillinge, Uppland   |       | 59.650746, 16.996897 | 10027701490003 | Ladda upp en bild av detta fornminne      |
| Tillinge 150:1                | Stensättning                |              | Tillinge, Uppland   |       | 59.651231, 16.998372 | 10027701500001 | Ladda upp en bild av detta fornminne      |
| Tillinge 151:1                | Stensättning                |              | Tillinge, Uppland   |       | 59.651867, 16.998018 | 10027701510001 | Ladda upp en bild av detta fornminne      |
| Tillinge 153:1                | Hällristning                |              | Tillinge, Uppland   |       | 59.615763, 16.951552 | 10027701530001 | Ladda upp en bild av detta fornminne      |
| Tillinge 154:1                | Stensättning                |              | Tillinge, Uppland   |       | 59.605378, 16.892728 | 10027701540001 | Ladda upp en bild av detta fornminne      |
| Tillinge 154:2                | Stensättning                |              | Tillinge, Uppland   |       | 59.605416, 16.892909 | 10027701540002 | Ladda upp en bild av detta fornminne      |
| Tillinge 156:1                | Hällristning                |              | Tillinge, Uppland   |       | 59.604296, 16.974028 | 10027701560001 | Ladda upp en bild av detta fornminne      |
| Tillinge 157:1                | Stensättning                |              | Tillinge, Uppland   |       | 59.604735, 16.917139 | 10027701570001 | Ladda upp en bild av detta fornminne      |
| Tillinge 158:1                | Stensättning                |              | Tillinge, Uppland   |       | 59.604530, 16.916198 | 10027701580001 | Ladda upp en bild av detta fornminne      |
| Tillinge 158:2                | Stensättning                |              | Tillinge, Uppland   |       | 59.604285, 16.916481 | 10027701580002 | Ladda upp en bild av detta fornminne      |
| Tillinge 158:3                | Stensättning                |              | Tillinge, Uppland   |       | 59.604251, 16.916729 | 10027701580003 | Ladda upp en bild av detta fornminne      |
| Tillinge 159:1                | Stensättning                |              | Tillinge, Uppland   |       | 59.627089, 16.955823 | 10027701590001 | Ladda upp en bild av detta fornminne      |
| Tillinge 159:2                | Stenkrets                   |              | Tillinge, Uppland   |       | 59.627026, 16.956168 | 10027701590002 | Ladda upp en bild av detta fornminne      |
| Tillinge 159:3                | Hällristning                |              | Tillinge, Uppland   |       | 59.627038, 16.955473 | 10027701590003 | Ladda upp en bild av detta fornminne      |
| Tillinge 159:4                | Hällristning                |              | Tillinge, Uppland   |       | 59.626989, 16.955652 | 10027701590004 | Ladda upp en bild av detta fornminne      |
| Tillinge 159:5                | Hällristning                |              | Tillinge, Uppland   |       | 59.626885, 16.955628 | 10027701590005 | Ladda upp en bild av detta fornminne      |
| Tillinge 160:1                | Stensättning                |              | Tillinge, Uppland   |       | 59.627858, 16.955756 | 10027701600001 | Ladda upp en bild av detta fornminne      |
| Tillinge 161:1                | Gravfält                    |              | Tillinge, Uppland   |       | 59.675926, 16.933872 | 10027701610001 | Ladda upp en bild av detta fornminne      |
| Tillinge 162:1                | Stensättning                |              | Tillinge, Uppland   |       | 59.674247, 16.950122 | 10027701620001 | Ladda upp en bild av detta fornminne      |
| Tillinge 162:2                | Stensättning                |              | Tillinge, Uppland   |       | 59.674277, 16.950538 | 10027701620002 | Ladda upp en bild av detta fornminne      |
| Tillinge 162:3                | Stensättning                |              | Tillinge, Uppland   |       | 59.674275, 16.950876 | 10027701620003 | Ladda upp en bild av detta fornminne      |
| Tillinge 166:1                | Stensättning                |              | Tillinge, Uppland   |       | 59.677909, 16.955427 | 10027701660001 | Ladda upp en bild av detta fornminne      |
| Tillinge 166:2                | Stensättning                |              | Tillinge, Uppland   |       | 59.677890, 16.955692 | 10027701660002 | Ladda upp en bild av detta fornminne      |
| Tillinge 167:1                | Hällristning                |              | Tillinge, Uppland   |       | 59.679753, 16.952549 | 10027701670001 | Ladda upp en bild av detta fornminne      |
| Tillinge 174:1                | Gravfält                    |              | Tillinge, Uppland   |       | 59.679009, 16.941482 | 10027701740001 | Ladda upp en bild av detta fornminne      |
| Tillinge 176:1                | Grav- och boplatsområde     |              | Tillinge, Uppland   |       | 59.680712, 16.945947 | 10027701760001 | Ladda upp en bild av detta fornminne      |
| Tillinge 177:1                | Röse                        |              | Tillinge, Uppland   |       | 59.681439, 16.947101 | 10027701770001 | Ladda upp en bild av detta fornminne      |
| Tillinge 177:3                | Stensättning                |              | Tillinge, Uppland   |       | 59.681008, 16.947448 | 10027701770003 | Ladda upp en bild av detta fornminne      |
| Tillinge 179:1                | Stensättning                |              | Tillinge, Uppland   |       | 59.682533, 16.948062 | 10027701790001 | Ladda upp en bild av detta fornminne      |
| Tillinge 179:2                | Stensättning                |              | Tillinge, Uppland   |       | 59.682753, 16.948508 | 10027701790002 | Ladda upp en bild av detta fornminne      |
| Tillinge 179:3                | Stensättning                |              | Tillinge, Uppland   |       | 59.682808, 16.948763 | 10027701790003 | Ladda upp en bild av detta fornminne      |
| Tillinge 182:1                | Gravfält                    |              | Tillinge, Uppland   |       | 59.673824, 16.930156 | 10027701820001 | Ladda upp en bild av detta fornminne      |
| Tillinge 184:1                | Stensättning                |              | Tillinge, Uppland   |       | 59.623459, 17.034134 | 10027701840001 | Ladda upp en bild av detta fornminne      |
| Tillinge 184:2                | Stensättning                |              | Tillinge, Uppland   |       | 59.623246, 17.034320 | 10027701840002 | Ladda upp en bild av detta fornminne      |
| Tillinge 186:1                | Hällristning                |              | Tillinge, Uppland   |       | 59.621823, 16.891342 | 10027701860001 | Ladda upp en bild av detta fornminne      |
| Tillinge 187:1                | Hällristning                |              | Tillinge, Uppland   |       | 59.623158, 16.890767 | 10027701870001 | Ladda upp en bild av detta fornminne      |
| Tillinge 189:1                | Hällristning                |              | Tillinge, Uppland   |       | 59.624173, 16.889045 | 10027701890001 | Ladda upp en bild av detta fornminne      |
| Tillinge 190:1                | Hällristning                |              | Tillinge, Uppland   |       | 59.626835, 16.887760 | 10027701900001 | Ladda upp en bild av detta fornminne      |
| Tillinge 191:1                | Runristning                 |              | Tillinge, Uppland   |       | 59.597079, 16.964791 | 10027701910001 | Ladda upp en bild av detta fornminne      |
| Tillinge 192:1                | Hällristning                |              | Tillinge, Uppland   |       | 59.654832, 17.005456 | 10027701920001 | Ladda upp en bild av detta fornminne      |
| Tillinge 193:1                | Hällristning                |              | Tillinge, Uppland   |       | 59.653883, 17.005100 | 10027701930001 | Ladda upp en bild av detta fornminne      |
| Tillinge 193:2                | Stensättning                |              | Tillinge, Uppland   |       | 59.653841, 17.005315 | 10027701930002 | Ladda upp en bild av detta fornminne      |
| Tillinge 193:3                | Stensättning                |              | Tillinge, Uppland   |       | 59.653763, 17.005369 | 10027701930003 | Ladda upp en bild av detta fornminne      |
| Tillinge 194:1                | Stensättning                |              | Tillinge, Uppland   |       | 59.647103, 16.959772 | 10027701940001 | Ladda upp en bild av detta fornminne      |
| Tillinge 194:2                | Hällristning                |              | Tillinge, Uppland   |       | 59.647097, 16.960260 | 10027701940002 | Ladda upp en bild av detta fornminne      |
| Tillinge 194:3                | Hällristning                |              | Tillinge, Uppland   |       | 59.646994, 16.960264 | 10027701940003 | Ladda upp en bild av detta fornminne      |
| Tillinge 196:1                | Hällristning                |              | Tillinge, Uppland   |       | 59.645958, 16.965203 | 10027701960001 | Ladda upp en bild av detta fornminne      |
| Tillinge 197:1                | Hällristning                |              | Tillinge, Uppland   |       | 59.644779, 16.962253 | 10027701970001 | Ladda upp en bild av detta fornminne      |
| Tillinge 198:1                | Hällristning                |              | Tillinge, Uppland   |       | 59.645548, 16.963044 | 10027701980001 | Ladda upp en bild av detta fornminne      |
| Tillinge 199:1                | Hällristning                |              | Tillinge, Uppland   |       | 59.646219, 16.962922 | 10027701990001 | Ladda upp en bild av detta fornminne      |
| Tillinge 199:2                | Hällristning                |              | Tillinge, Uppland   |       | 59.646096, 16.963154 | 10027701990002 | Ladda upp en bild av detta fornminne      |
| Tillinge 200:1                | Hällristning                |              | Tillinge, Uppland   |       | 59.643228, 16.967712 | 10027702000001 | Ladda upp en bild av detta fornminne      |
| Tillinge 201:1                | Hällristning                |              | Tillinge, Uppland   |       | 59.623091, 16.898024 | 10027702010001 | Ladda upp en bild av detta fornminne      |
| Tillinge 202:1                | Stensättning                |              | Tillinge, Uppland   |       | 59.661521, 16.913611 | 10027702020001 | Ladda upp en bild av detta fornminne      |
| Tillinge 202:2                | Stensättning                |              | Tillinge, Uppland   |       | 59.661271, 16.914240 | 10027702020002 | Ladda upp en bild av detta fornminne      |
| Tillinge 203:1                | Stensättning                |              | Tillinge, Uppland   |       | 59.660215, 16.912292 | 10027702030001 | Ladda upp en bild av detta fornminne      |
| Tillinge 204:1                | Hällristning                |              | Tillinge, Uppland   |       | 59.641139, 16.962727 | 10027702040001 | Ladda upp en bild av detta fornminne      |
| Tillinge 208:1                | Hällristning                |              | Tillinge, Uppland   |       | 59.651919, 17.014707 | 10027702080001 | Ladda upp en bild av detta fornminne      |
| Tillinge 211:1                | Stensättning                |              | Tillinge, Uppland   |       | 59.651353, 17.005810 | 10027702110001 | Ladda upp en bild av detta fornminne      |
| Tillinge 211:2                | Stensättning                |              | Tillinge, Uppland   |       | 59.651184, 17.005843 | 10027702110002 | Ladda upp en bild av detta fornminne      |
| Tillinge 218:1                | Hällristning                |              | Tillinge, Uppland   |       | 59.657893, 16.979453 | 10027702180001 | Ladda upp en bild av detta fornminne      |
| Tillinge 221:1                | Hällristning                |              | Tillinge, Uppland   |       | 59.667612, 16.966138 | 10027702210001 | Ladda upp en bild av detta fornminne      |
| Tillinge 222:1                | Hällristning                |              | Tillinge, Uppland   |       | 59.677785, 16.957528 | 10027702220001 | Ladda upp en bild av detta fornminne      |
| Tillinge 223:1                | Hällristning                |              | Tillinge, Uppland   |       | 59.675100, 16.952748 | 10027702230001 | Ladda upp en bild av detta fornminne      |
| Tillinge 224:1                | Stensättning                |              | Tillinge, Uppland   |       | 59.674847, 16.954482 | 10027702240001 | Ladda upp en bild av detta fornminne      |
| Tillinge 226:1                | Hällristning                |              | Tillinge, Uppland   |       | 59.658021, 16.961588 | 10027702260001 | Ladda upp en bild av detta fornminne      |
| Tillinge 227:1                | Hällristning                |              | Tillinge, Uppland   |       | 59.674982, 16.953490 | 10027702270001 | Ladda upp en bild av detta fornminne      |
| Tillinge 227:2                | Hällristning                |              | Tillinge, Uppland   |       | 59.674917, 16.953391 | 10027702270002 | Ladda upp en bild av detta fornminne      |
| Tillinge 228:1                | Hällristning                |              | Tillinge, Uppland   |       | 59.664040, 16.929418 | 10027702280001 | Ladda upp en bild av detta fornminne      |
| Tillinge 229:1                | Stensättning                |              | Tillinge, Uppland   |       | 59.660640, 16.920204 | 10027702290001 | Ladda upp en bild av detta fornminne      |
| Tillinge 230:1                | Hällristning                |              | Tillinge, Uppland   |       | 59.660180, 16.924003 | 10027702300001 | Ladda upp en bild av detta fornminne      |
| Tillinge 232:1                | Hällristning                |              | Tillinge, Uppland   |       | 59.660034, 16.925843 | 10027702320001 | Ladda upp en bild av detta fornminne      |
| Tillinge 233:1                | Hällristning                |              | Tillinge, Uppland   |       | 59.675070, 16.938456 | 10027702330001 | Ladda upp en bild av detta fornminne      |
| Tillinge 236:2                | Hällristning                |              | Tillinge, Uppland   |       | 59.679795, 16.949351 | 10027702360002 | Ladda upp en bild av detta fornminne      |
| Tillinge 238:1                | Stensättning                |              | Tillinge, Uppland   |       | 59.674678, 16.937431 | 10027702380001 | Ladda upp en bild av detta fornminne      |
| Tillinge 238:2                | Hällristning                |              | Tillinge, Uppland   |       | 59.674676, 16.937432 | 10027702380002 | Ladda upp en bild av detta fornminne      |
| Tillinge 238:3                | Stensättning                |              | Tillinge, Uppland   |       | 59.674572, 16.937122 | 10027702380003 | Ladda upp en bild av detta fornminne      |
| Tillinge 239:1                | Hällristning                |              | Tillinge, Uppland   |       | 59.675373, 16.940074 | 10027702390001 | Ladda upp en bild av detta fornminne      |
| Tillinge 241:1                | Stensättning                |              | Tillinge, Uppland   |       | 59.674946, 16.933405 | 10027702410001 | Ladda upp en bild av detta fornminne      |
| Tillinge 241:2                | Stensättning                |              | Tillinge, Uppland   |       | 59.674686, 16.933355 | 10027702410002 | Ladda upp en bild av detta fornminne      |
| Tillinge 241:3                | Stensättning                |              | Tillinge, Uppland   |       | 59.674682, 16.933703 | 10027702410003 | Ladda upp en bild av detta fornminne      |
| Tillinge 241:4                | Stensättning                |              | Tillinge, Uppland   |       | 59.674430, 16.933444 | 10027702410004 | Ladda upp en bild av detta fornminne      |
| Tillinge 242:1                | Stensättning                |              | Tillinge, Uppland   |       | 59.669004, 16.931475 | 10027702420001 | Ladda upp en bild av detta fornminne      |
| Tillinge 243:1                | Stensättning                |              | Tillinge, Uppland   |       | 59.666238, 16.931581 | 10027702430001 | Ladda upp en bild av detta fornminne      |
| Tillinge 248:1                | Stensättning                |              | Tillinge, Uppland   |       | 59.650312, 16.921478 | 10027702480001 | Ladda upp en bild av detta fornminne      |
| Tillinge 248:2                | Stensättning                |              | Tillinge, Uppland   |       | 59.649984, 16.922034 | 10027702480002 | Ladda upp en bild av detta fornminne      |
| Tillinge 249:1                | Stensättning                |              | Tillinge, Uppland   |       | 59.646156, 16.929833 | 10027702490001 | Ladda upp en bild av detta fornminne      |
| Tillinge 254:1                | Stensättning                |              | Tillinge, Uppland   |       | 59.642655, 16.868124 | 10027702540001 | Ladda upp en bild av detta fornminne      |
| Tillinge 254:2                | Stensättning                |              | Tillinge, Uppland   |       | 59.642805, 16.868270 | 10027702540002 | Ladda upp en bild av detta fornminne      |
| Tillinge 254:3                | Stensättning                |              | Tillinge, Uppland   |       | 59.642653, 16.868428 | 10027702540003 | Ladda upp en bild av detta fornminne      |
| Tillinge 258:1                | Stensättning                |              | Tillinge, Uppland   |       | 59.622799, 16.892572 | 10027702580001 | Ladda upp en bild av detta fornminne      |
| Tillinge 259:1                | Stensättning                |              | Tillinge, Uppland   |       | 59.624491, 16.891861 | 10027702590001 | Ladda upp en bild av detta fornminne      |
| Tillinge 265:1                | Hällristning                |              | Tillinge, Uppland   |       | 59.640635, 16.993421 | 10027702650001 | Ladda upp en bild av detta fornminne      |
| Tillinge 268:1                | Stensättning                |              | Tillinge, Uppland   |       | 59.638066, 17.010355 | 10027702680001 | Ladda upp en bild av detta fornminne      |
| Tillinge 270:1                | Hällristning                |              | Tillinge, Uppland   |       | 59.619235, 16.903349 | 10027702700001 | Ladda upp en bild av detta fornminne      |
| Tillinge 273:1                | Stensättning                |              | Tillinge, Uppland   |       | 59.614597, 16.952404 | 10027702730001 | Ladda upp en bild av detta fornminne      |
| Tillinge 273:2                | Stensättning                |              | Tillinge, Uppland   |       | 59.614687, 16.952190 | 10027702730002 | Ladda upp en bild av detta fornminne      |
| Tillinge 275:1                | Hällristning                |              | Tillinge, Uppland   |       | 59.621624, 16.906859 | 10027702750001 | Ladda upp en bild av detta fornminne      |
| Tillinge 276:1                | Stensättning                |              | Tillinge, Uppland   |       | 59.623779, 16.938510 | 10027702760001 | Ladda upp en bild av detta fornminne      |
| Tillinge 277:1                | Hällristning                |              | Tillinge, Uppland   |       | 59.671917, 16.932865 | 10027702770001 | Ladda upp en bild av detta fornminne      |
| Tillinge 278:1                | Hällristning                |              | Tillinge, Uppland   |       | 59.679560, 16.950847 | 10027702780001 | Ladda upp en bild av detta fornminne      |
| Tillinge 279:1                | Hällristning                |              | Tillinge, Uppland   |       | 59.679677, 16.948434 | 10027702790001 | Ladda upp en bild av detta fornminne      |
| Tillinge 286:1                | Hällristning                |              | Tillinge, Uppland   |       | 59.679834, 16.947435 | 10027702860001 | Ladda upp en bild av detta fornminne      |
| Tillinge 286:2                | Hällristning                |              | Tillinge, Uppland   |       | 59.679723, 16.947246 | 10027702860002 | Ladda upp en bild av detta fornminne      |
| Tillinge 292:1                | Hällristning                |              | Tillinge, Uppland   |       | 59.629570, 16.961133 | 10027702920001 | Ladda upp en bild av detta fornminne      |
| Tillinge 294:1                | Gravfält                    |              | Tillinge, Uppland   |       | 59.624041, 16.933583 | 10027702940001 | Ladda upp en bild av detta fornminne      |
| Tillinge 301:1                | Hällristning                |              | Tillinge, Uppland   |       | 59.649228, 16.996977 | 10027703010001 | Ladda upp en bild av detta fornminne      |
| Tillinge 306:1                | Stensättning                |              | Tillinge, Uppland   |       | 59.648156, 17.019770 | 10027703060001 | Ladda upp en bild av detta fornminne      |
| Tillinge 307:2                | Stensättning                |              | Tillinge, Uppland   |       | 59.648369, 17.018877 | 10027703070002 | Ladda upp en bild av detta fornminne      |
| Tillinge 307:3                | Stensättning                |              | Tillinge, Uppland   |       | 59.648335, 17.017855 | 10027703070003 | Ladda upp en bild av detta fornminne      |
| Tillinge 312:1                | Stensättning                |              | Tillinge, Uppland   |       | 59.648005, 17.024786 | 10027703120001 | Ladda upp en bild av detta fornminne      |
| Tillinge 313:1                | Hällristning                |              | Tillinge, Uppland   |       | 59.657609, 16.938881 | 10027703130001 | Ladda upp en bild av detta fornminne      |
| Tillinge 313:2                | Hällristning                |              | Tillinge, Uppland   |       | 59.657411, 16.938230 | 10027703130002 | Ladda upp en bild av detta fornminne      |
| Tillinge 335                  | Grav- och boplatsområde     |              | Tillinge, Uppland   |       | 59.648318, 16.997926 | 12000000015925 | Ladda upp en bild av detta fornminne      |
| Tillinge 338                  | Hällristning                |              | Tillinge, Uppland   |       | 59.647619, 17.001046 | 12000000016265 | Ladda upp en bild av detta fornminne      |
| Tillinge 339                  | Hällristning                |              | Tillinge, Uppland   |       | 59.648356, 16.995583 | 12000000016282 | Ladda upp en bild av detta fornminne      |
| Tillinge 340                  | Hällristning                |              | Tillinge, Uppland   |       | 59.648660, 16.995938 | 12000000016284 | Ladda upp en bild av detta fornminne      |
| Tillinge 341                  | Hällristning                |              | Tillinge, Uppland   |       | 59.648400, 16.996840 | 12000000016286 | Ladda upp en bild av detta fornminne      |
| Tillinge 349                  | Hällristning                |              | Tillinge, Uppland   |       | 59.648385, 16.998451 | 12000000016306 | Ladda upp en bild av detta fornminne      |
| Tillinge 350                  | Hällristning                |              | Tillinge, Uppland   |       | 59.647901, 16.998434 | 12000000016308 | Ladda upp en bild av detta fornminne      |
| Tillinge 351                  | Hällristning                |              | Tillinge, Uppland   |       | 59.647914, 16.998682 | 12000000016310 | Ladda upp en bild av detta fornminne      |
| Tillinge 352                  | Hällristning                |              | Tillinge, Uppland   |       | 59.647910, 16.999161 | 12000000016312 | Ladda upp en bild av detta fornminne      |
| Tillinge 353                  | Hällristning                |              | Tillinge, Uppland   |       | 59.647779, 16.999515 | 12000000016314 | Ladda upp en bild av detta fornminne      |
| Tillinge 354                  | Hällristning                |              | Tillinge, Uppland   |       | 59.649082, 16.993383 | 12000000016355 | Ladda upp en bild av detta fornminne      |
| Tillinge 355                  | Hällristning                |              | Tillinge, Uppland   |       | 59.648834, 16.993168 | 12000000016358 | Ladda upp en bild av detta fornminne      |
| Tillinge 357                  | Hällristning                |              | Tillinge, Uppland   |       | 59.648745, 16.993501 | 12000000016371 | Ladda upp en bild av detta fornminne      |
| Tillinge 358                  | Hällristning                |              | Tillinge, Uppland   |       | 59.648676, 16.993215 | 12000000016373 | Ladda upp en bild av detta fornminne      |
| Tillinge 359                  | Hällristning                |              | Tillinge, Uppland   |       | 59.648615, 16.993911 | 12000000016375 | Ladda upp en bild av detta fornminne      |
| Tillinge 360                  | Hällristning                |              | Tillinge, Uppland   |       | 59.648442, 16.994101 | 12000000016377 | Ladda upp en bild av detta fornminne      |
| Tillinge 361                  | Hällristning                |              | Tillinge, Uppland   |       | 59.648370, 16.994066 | 12000000016379 | Ladda upp en bild av detta fornminne      |
| Tillinge 362                  | Hällristning                |              | Tillinge, Uppland   |       | 59.648286, 16.994859 | 12000000016381 | Ladda upp en bild av detta fornminne      |
| Tillinge 371                  | Hällristning                |              | Tillinge, Uppland   |       | 59.645840, 17.003285 | 12000000032583 | Ladda upp en bild av detta fornminne      |
| Tillinge 372                  | Hällristning                |              | Tillinge, Uppland   |       | 59.646175, 17.006272 | 12000000032585 | Ladda upp en bild av detta fornminne      |
| Tillinge 373                  | Hällristning                |              | Tillinge, Uppland   |       | 59.646245, 17.011395 | 12000000032587 | Ladda upp en bild av detta fornminne      |
| Tillinge 375                  | Hällristning                |              | Tillinge, Uppland   |       | 59.649417, 16.987796 | 12000000032727 | Ladda upp en bild av detta fornminne      |
| Tillinge 376                  | Hällristning                |              | Tillinge, Uppland   |       | 59.649749, 16.986198 | 12000000032754 | Ladda upp en bild av detta fornminne      |
| Tillinge 377                  | Hällristning                |              | Tillinge, Uppland   |       | 59.647235, 16.980261 | 12000000032760 | Ladda upp en bild av detta fornminne      |
| Tillinge 378                  | Hällristning                |              | Tillinge, Uppland   |       | 59.647120, 16.978766 | 12000000032762 | Ladda upp en bild av detta fornminne      |
| Tillinge 379                  | Hällristning                |              | Tillinge, Uppland   |       | 59.646703, 16.980311 | 12000000032764 | Ladda upp en bild av detta fornminne      |
| Tillinge 380                  | Hällristning                |              | Tillinge, Uppland   |       | 59.646877, 16.975232 | 12000000032766 | Ladda upp en bild av detta fornminne      |
| Tillinge 381                  | Hällristning                |              | Tillinge, Uppland   |       | 59.646355, 16.975749 | 12000000032796 | Ladda upp en bild av detta fornminne      |
| Tillinge 382                  | Hällristning                |              | Tillinge, Uppland   |       | 59.646344, 16.975575 | 12000000032798 | Ladda upp en bild av detta fornminne      |
| Tillinge 383                  | Hällristning                |              | Tillinge, Uppland   |       | 59.645969, 16.977788 | 12000000032800 | Ladda upp en bild av detta fornminne      |
| Tillinge 384                  | Hällristning                |              | Tillinge, Uppland   |       | 59.643687, 16.961009 | 12000000032818 | Ladda upp en bild av detta fornminne      |
| Tillinge 385                  | Hällristning                |              | Tillinge, Uppland   |       | 59.643678, 16.961005 | 12000000032820 | Ladda upp en bild av detta fornminne      |
| Tillinge 386                  | Hällristning                |              | Tillinge, Uppland   |       | 59.643619, 16.961840 | 12000000032822 | Ladda upp en bild av detta fornminne      |
| Tillinge 387                  | Hällristning                |              | Tillinge, Uppland   |       | 59.643608, 16.960115 | 12000000032834 | Ladda upp en bild av detta fornminne      |
| Tillinge 388                  | Hällristning                |              | Tillinge, Uppland   |       | 59.641562, 16.960708 | 12000000032836 | Ladda upp en bild av detta fornminne      |
| Tillinge 393                  | Hällristning                |              | Tillinge, Uppland   |       | 59.648264, 16.971761 | 12000000081717 | Ladda upp en bild av detta fornminne      |
| Tillinge 394                  | Hällristning                |              | Tillinge, Uppland   |       | 59.641549, 16.963379 | 12000000081719 | Ladda upp en bild av detta fornminne      |
| Tillinge 395                  | Hällristning                |              | Tillinge, Uppland   |       | 59.645231, 16.963529 | 12000000081721 | Ladda upp en bild av detta fornminne      |
| Tillinge 396                  | Hällristning                |              | Tillinge, Uppland   |       | 59.641015, 16.961936 | 12000000081723 | Ladda upp en bild av detta fornminne      |
| Tillinge 397                  | Hällristning                |              | Tillinge, Uppland   |       | 59.643522, 16.971099 | 12000000081725 | Ladda upp en bild av detta fornminne      |
| Tillinge 398                  | Hällristning                |              | Tillinge, Uppland   |       | 59.643430, 16.971131 | 12000000081729 | Ladda upp en bild av detta fornminne      |
| Tillinge 399                  | Hällristning                |              | Tillinge, Uppland   |       | 59.643226, 16.972195 | 12000000081731 | Ladda upp en bild av detta fornminne      |
| Tillinge 400                  | Hällristning                |              | Tillinge, Uppland   |       | 59.642680, 16.972743 | 12000000081733 | Ladda upp en bild av detta fornminne      |
| Tillinge 401                  | Hällristning                |              | Tillinge, Uppland   |       | 59.642204, 16.973547 | 12000000081735 | Ladda upp en bild av detta fornminne      |
| Tillinge 402                  | Hällristning                |              | Tillinge, Uppland   |       | 59.643432, 16.971123 | 12000000081737 | Ladda upp en bild av detta fornminne      |
| Tillinge 403                  | Hällristning                |              | Tillinge, Uppland   |       | 59.640606, 16.962213 | 12000000081739 | Ladda upp en bild av detta fornminne      |
| Tillinge 404                  | Hällristning                |              | Tillinge, Uppland   |       | 59.648689, 16.994066 | 12000000082416 | Ladda upp en bild av detta fornminne      |
| Tillinge 405                  | Hällristning                |              | Tillinge, Uppland   |       | 59.648775, 16.993842 | 12000000082418 | Ladda upp en bild av detta fornminne      |
| Tillinge 406                  | Hällristning                |              | Tillinge, Uppland   |       | 59.648107, 16.998827 | 12000000082420 | Ladda upp en bild av detta fornminne      |
| Tillinge 407                  | Hällristning                |              | Tillinge, Uppland   |       | 59.648882, 16.995757 | 12000000082422 | Ladda upp en bild av detta fornminne      |
| Tillinge 408                  | Hällristning                |              | Tillinge, Uppland   |       | 59.647979, 16.998809 | 12000000082424 | Ladda upp en bild av detta fornminne      |
| Tillinge 409                  | Hällristning                |              | Tillinge, Uppland   |       | 59.649307, 16.995807 | 12000000083925 | Ladda upp en bild av detta fornminne      |
| Tillinge 410                  | Hällristning                |              | Tillinge, Uppland   |       | 59.648682, 17.006534 | 12000000083927 | Ladda upp en bild av detta fornminne      |
| Tillinge 411                  | Hällristning                |              | Tillinge, Uppland   |       | 59.649789, 16.995269 | 12000000083929 | Ladda upp en bild av detta fornminne      |
| Tillinge 412                  | Hällristning                |              | Tillinge, Uppland   |       | 59.650149, 17.003805 | 12000000083931 | Ladda upp en bild av detta fornminne      |
| Tillinge 413                  | Hällristning                |              | Tillinge, Uppland   |       | 59.648538, 17.004890 | 12000000083933 | Ladda upp en bild av detta fornminne      |
| Tillinge 414                  | Hällristning                |              | Tillinge, Uppland   |       | 59.648410, 17.005740 | 12000000083935 | Ladda upp en bild av detta fornminne      |
| Tillinge 415                  | Hällristning                |              | Tillinge, Uppland   |       | 59.648874, 17.004382 | 12000000083937 | Ladda upp en bild av detta fornminne      |
| Tillinge 416                  | Hällristning                |              | Tillinge, Uppland   |       | 59.648644, 17.004770 | 12000000083939 | Ladda upp en bild av detta fornminne      |
| Tillinge 417                  | Hällristning                |              | Tillinge, Uppland   |       | 59.648579, 17.004884 | 12000000083945 | Ladda upp en bild av detta fornminne      |
| Tillinge 418                  | Hällristning                |              | Tillinge, Uppland   |       | 59.648577, 17.004808 | 12000000083947 | Ladda upp en bild av detta fornminne      |
| Tillinge 419                  | Hällristning                |              | Tillinge, Uppland   |       | 59.650885, 17.002836 | 12000000083949 | Ladda upp en bild av detta fornminne      |
| Tillinge 420                  | Hällristning                |              | Tillinge, Uppland   |       | 59.648922, 17.004190 | 12000000083951 | Ladda upp en bild av detta fornminne      |
| Tillinge 422                  | Stensättning                |              | Tillinge, Uppland   |       | 59.674917, 16.932827 | 12000000126439 | Ladda upp en bild av detta fornminne      |